# Sedm hlavních hříchů

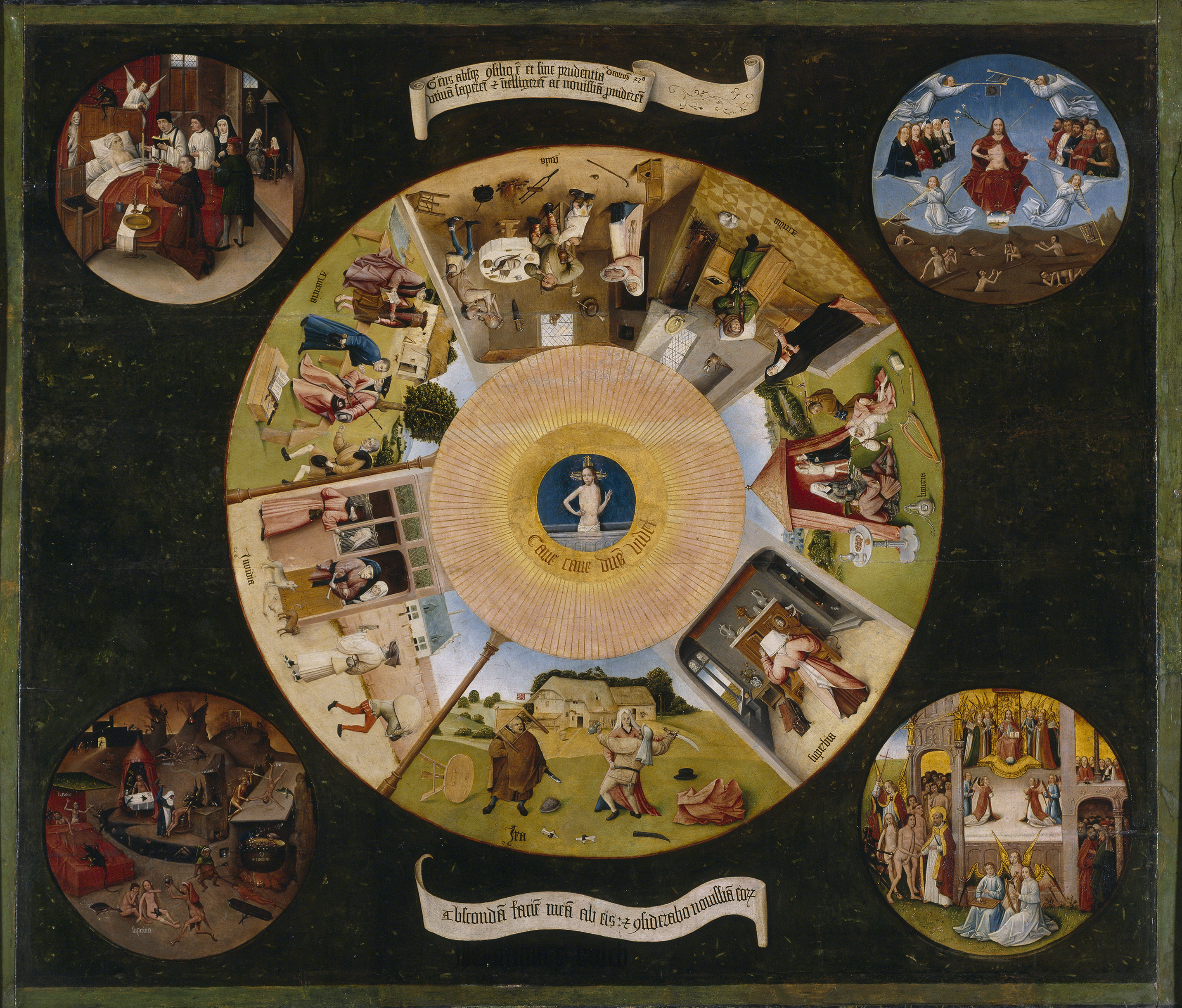
Hieronymus Bosch, Sedm smrtelných hříchů, r. 1485

Sedm hlavních hříchů (též sedm kardinálních hříchů či sedm smrtelných hříchů) vypočítává katolická tradice od časů Řehoře I. Velikého (cca 540 – 12. březen 604).
Pojmem hlavní hřích se nemyslí hřích, který je před Bohem nejvážnější, nejtěžší či „nejsmrtelnější“. Hlavní hřích (vitium capitale, peccatum capitale) znamená, že je pramenem (lat. caput) dalších hříchů. Podobně kardinální hřích (lat. cardo = pant) znamená stavy mysli, okolo kterých se „otáčí“ celá hříšnost člověka. Zavádějící význam slova smrtelný v tomto případě (viz smrtelný hřích) je důvodem, proč by se tradiční označení sedm smrtelných hříchů nemělo používat.

## Původ a vývoj
Výčet sedmi hlavních hříchů zavedl na konci 6. století papež Řehoř I. Veliký, ovšem otázka jejich vzniku je nejasná. Podle některých autorů jde o upravenou verzi seznamu osmi zlozvyků, vytvořeného ve 4. století Evagriem z Pontu.
Jednotlivé položky sice už zůstaly od vzniku seznamu neměnné (maximálně v některých jazycích se měnily termíny za účelem lepšího vystižení podstaty daného hříchu, v češtině např. nestřídmost-obžerství), pořadí však stálé nebylo. Jako první je dnes standardně uváděna pýcha a většinou tomu tak bylo i dříve, jak ukazují díla sv. Tomáše Akvinského nebo i Dantova Božská komedie, nicméně nebylo tomu vždy tak: na počátku 14. století byla na prvním místě uváděna nestřídmost (resp. obžerství).
V moderní době se vyskytly i návrhy na zavedení nového výčtu, žádný z nich však výrazněji neuspěl. Tomlin zmiňuje jako příklad návrh filosofa Juliana Bagginiho, přičemž konstatuje, že tyto moderní seznamy mají sklon zaměňovat příčiny s příznaky. Zvláštním případem je novinářská kachna z března 2008, podle níž měla katolická církev seznam aktualizovat, viz sekce „Nové smrtelné hříchy“.
Podle francouzského filosofa Michela Serresa je společným znakem všech hlavních hříchů (v jejich tradičním výčtu) růst – nemírná touha po vzestupu či získávání stále více požitků.

## Seznam sedmi hlavních hříchů

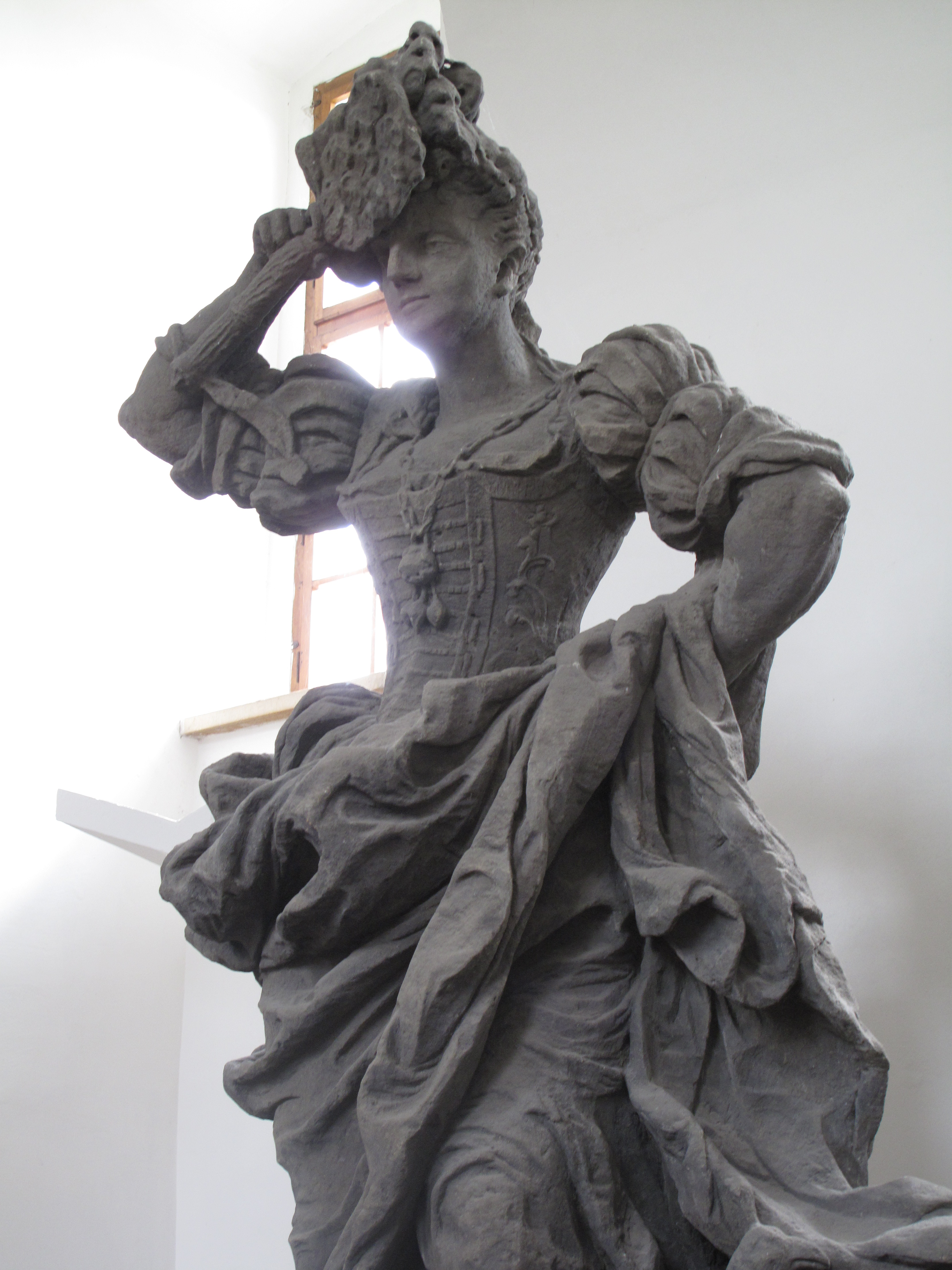
Matyáš Bernard Braun
Pýcha (Neřesti)
lapidárium Kuks

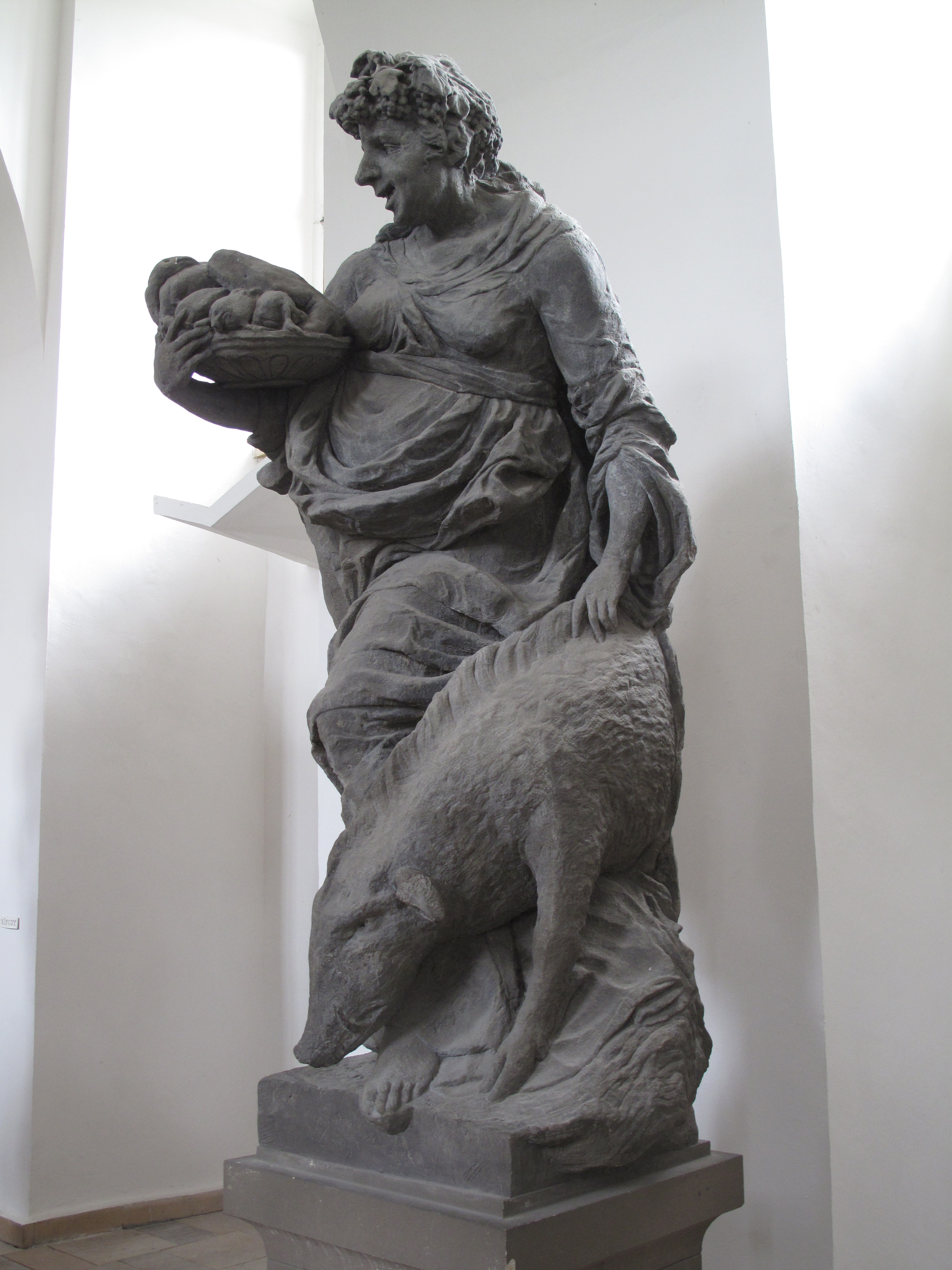
Matyáš Bernard Braun
Obžerství (Neřesti)
lapidárium Kuks

### Pýcha (latinskysuperbia)
Pýcha je definována jako touha po vyšší atraktivitě a důležitosti než mají ostatní. Slovo pýcha se dá také vyjádřit jako: nadutost, domýšlivost, vyvýšenost, přehnaná sebeúcta, nerozumná nadřazenost kvůli kráse, bohatství, povyšování svého postavení ve společnosti nebo nadání. Pýcha se projevuje nadřazeným chováním. Jedná se o chorobný stav srdce. Opakem pýchy je pokora.

### Lakomství (latinskyavaritia)

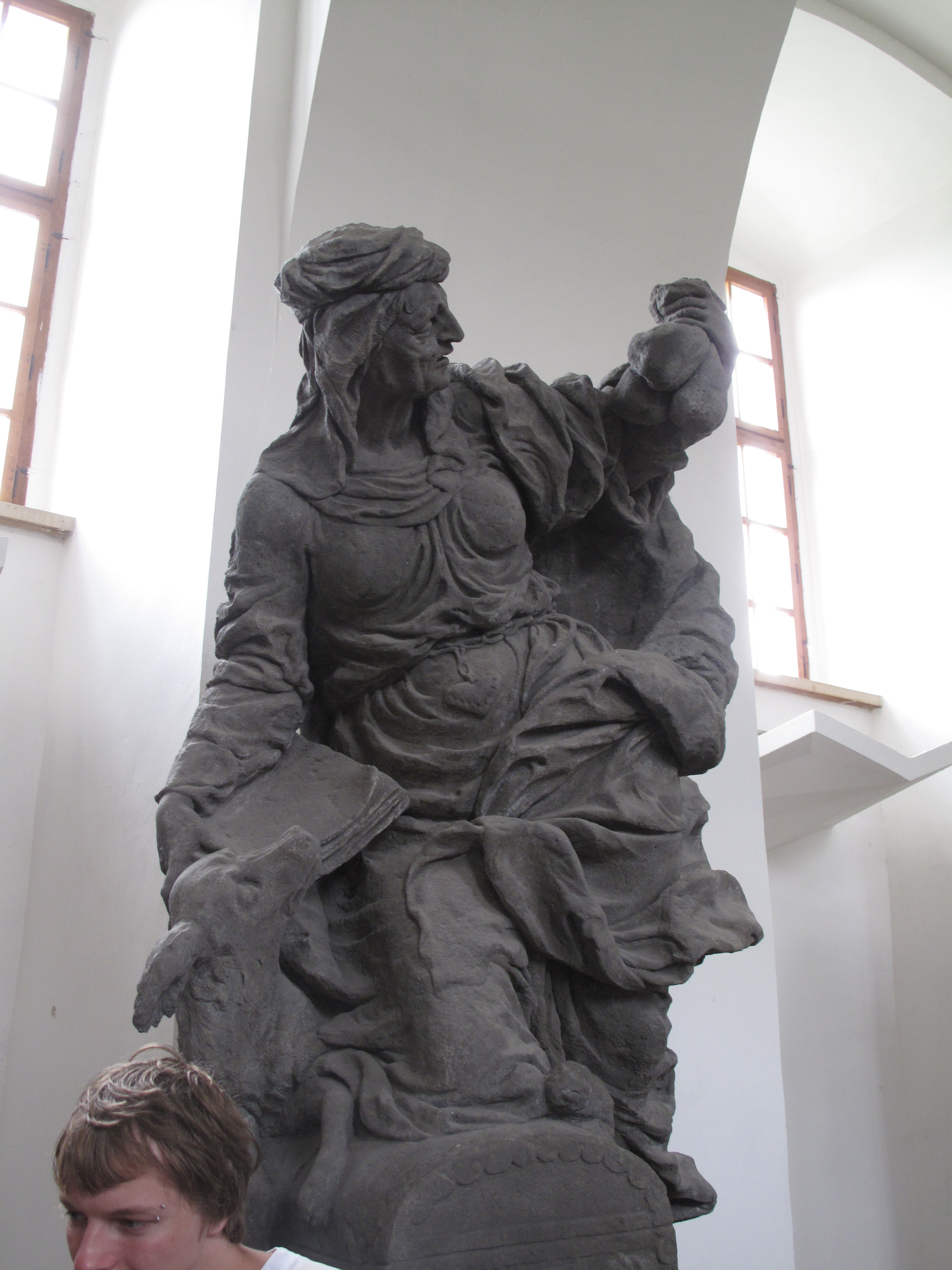
Matyáš Bernard Braun
Lakomství (Neřesti)
lapidárium Kuks

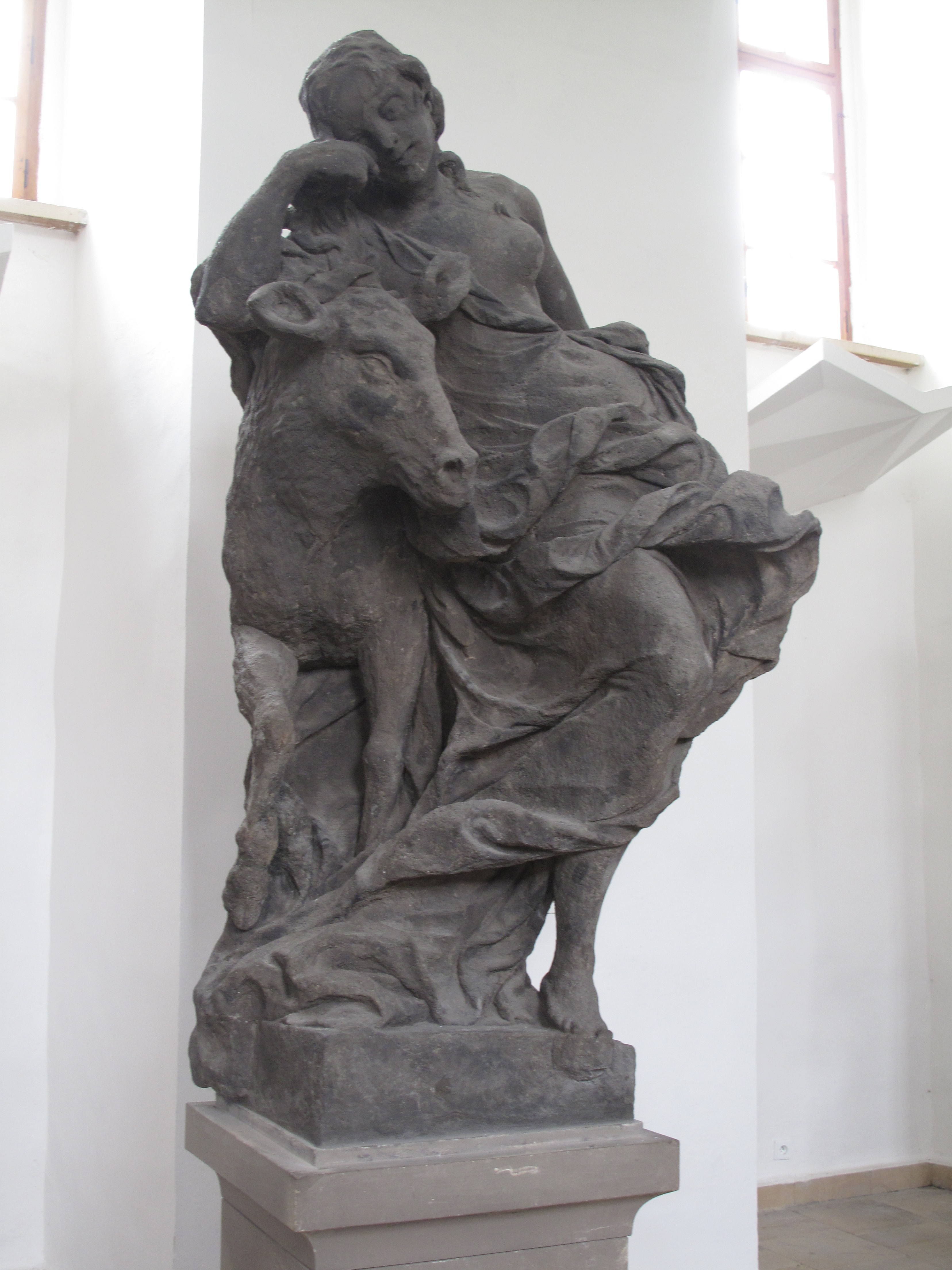
Matyáš Bernard Braun
Lenost (Neřesti)
lapidárium Kuks

Lakomství, též lakota, se vyznačuje neochotou se dělit s bližními nebo potřebnými.

### Závist (latinskyinvidia)
Závist je pocit nelibosti při úspěchu nebo štěstí jiného člověka. Vzniká tehdy, když určitá osoba vášnivě touží po majetku (nebo vlastnostech) druhé osoby.[zdroj?] Závist může vyústit v pomlouvání nebo poškozování druhé osoby, ke krádeži, nebo k sabotáži.

### Hněv (latinskyira)
Hněv se projevuje nezvladatelnými pocity zlosti a nenávisti vůči jiné osobě, ale i vůči sobě samému. Věcně správnější je mluvit o hříchu hněvivosti; samotný hněv je mravně indiferentní emoce (tradičním slovníkem asketiky: „vášeň“). Může vyústit v pomstu.

### Smilstvo (latinskyluxuries)
Smilstvo označuje nevěru, nestálost ve vztahu k jednomu jedinému partnerovi v manželství.

### Nestřídmost (latinskygula)
Nestřídmost, též obžerství, se vztahuje k přílišnému požívání nápojů i potravin, ale i ke zbytečnému kupení věcí. Dříve se tento hřích odvíjel od velkých oslav, kdy hosté požívali příliš jídla a nápojů, jen aby je mohli následně vyzvracet a pokračovat v hostině.

### Lenost (latinskyacedia)
Lenost, též malomyslnost, duchovní znechucenost. Projevuje se jako absence víry v sebe, víry v Boha, snahy cokoliv zlepšit i jako nezájem uskutečnit svoje
dobré úmysly.

## Sedm hlavních hříchů podle démonologie Binsfelda
V roce 1589 přiřadil Peter Binsfeld ke každému z hříchů jednoho z biblických démonů. Jméno každého z nich je uvedeno u příslušného hříchu.
- Démonem spojovaným s pýchou je Lucifer.
- Démonem lakoty je Mamon.
- Démonem závisti je Leviatan.
- S hněvem je spojován samotný Satan.
- Démonem smilstva je Asmodeus.
- Démonem obžerství je Belzebub.
- Démonem lenosti je Belfegor.

## „Nové smrtelné hříchy“
V březnu 2008 prolétla světovými médii zpráva o tom, že katolická církev (resp. její Apoštolská penitenciatura) rozšířila počet sedmi smrtelných hříchů či že nahradila jejich seznam 7 moderními smrtelnými hříchy, aby vedla věřící k poznání, že svým jednáním zasahují své bližní, své okolí, ale i přírodu. Mělo jít např. o znečišťování životního prostředí, genetické modifikace, pokusy na lidech, sociální nespravedlnost, ožebračování lidí, shromažďování nemravného bohatství a distribuci drog.
Zpráva se ukázala jako nepravdivá. Vznikla nepochopením a zkreslením rozhovoru biskupa Gianfranca Girottiho, regenta Apoštolské penitenciatury pro L'Osservatore Romano. Biskup Girotti žádné nové hlavní hříchy nedefinoval ani nevytvořil žádný seznam, pouze v rozhovoru (mimo jiné) mluvil o sociálních hříších moderního světa, zdůrazňoval jejich závažnost a vyjmenoval některé jejich příklady. Pojem smrtelný hřích v celém rozhovoru vůbec nepadl. Všechny zveřejněné seznamy jsou výtvory novinářů, přičemž některé obsahují položky, které se v rozhovoru vůbec neobjevily (např. „genetické modifikace potravin“).
Sociální hříchy jsou konkrétní projevy sedmi hlavních (smrtelných) hříchů a jejich seznam v žádném případě nerozšiřují. Mohou být ale smrtelnými hříchy ve smyslu závažnosti. Také se nejedná o nic nově definovaného, ale spíše jen o upozornění, že význam tohoto druhu hříchů, která církev odsuzovala už dlouhodobě, roste.
Přestože římskokatolická církev na mnoha místech tvrzení o nových smrtelných hříších dementovala, mimo jiné i oficiálním prohlášením České biskupské konference, Česká televize odvysílala reportáž o zavedení nových smrtelných hříchů a doplněnou o zlehčující sekvence ještě jednou, v publicistickém pořadu 168 hodin. Zejména tato prezentace ČT byla chápána řadou katolíků jako útok na církev či příklad nedbalosti při přebírání zpráv z druhé ruky, nekompetence redaktorů v oblasti náboženské problematiky, neochoty médií přiznat vlastní chybu a běžného obrazu našeho zpravodajského světa, případně obzvlášť okatou kombinaci obojího.

## „Osm smrtelných hříchů lidstva“ (K. Lorenz)
V roce 1973 napsal etolog K. Lorenz knihu Osm smrtelných hříchů (též Osm smrtelných hříchů civilizace, Die Acht Todsünden der zivilisierten Menschheit). Těmito hříchy podle něj jsou:
- Přelidnění Země,
- ničení životního prostředí,
- závod člověka se sebou samým
- ztráta schopnosti prožívat city,
- genetický úpadek,
- rozchod s tradicí,
- rostoucí poddajnost lidstva vůči doktrínám,
- zbrojení atomovými zbraněmi.

## Satanistický pohled
LaVeyův satanismus považuje všech sedm hříchů křesťanství za pozitivní, pokud vedou k uspokojení hříšníka. Označuje je za „takzvané“ hříchy, protože nesouhlasí s názorem na jejich škodlivost, naopak jejich potíraní považuje za zhoubné. Tyto „hříchy“ považuje za projev přirozených instinktů, které není třeba potlačovat. Satanská bible uvádí jako osmý bod svého Devatera: „Satan znamená všechny takzvané hříchy, jelikož vedou k fyzickému, mentálnímu nebo emočnímu uspokojení.“ Namísto sebeničící obětavosti, pokořování a altruismu staví vzájemnost, odpovědnost a společný prospěch, přičemž v křesťanství a jeho morálce tyto hodnoty neshledává.